# Da-Bach-na-Fahrt

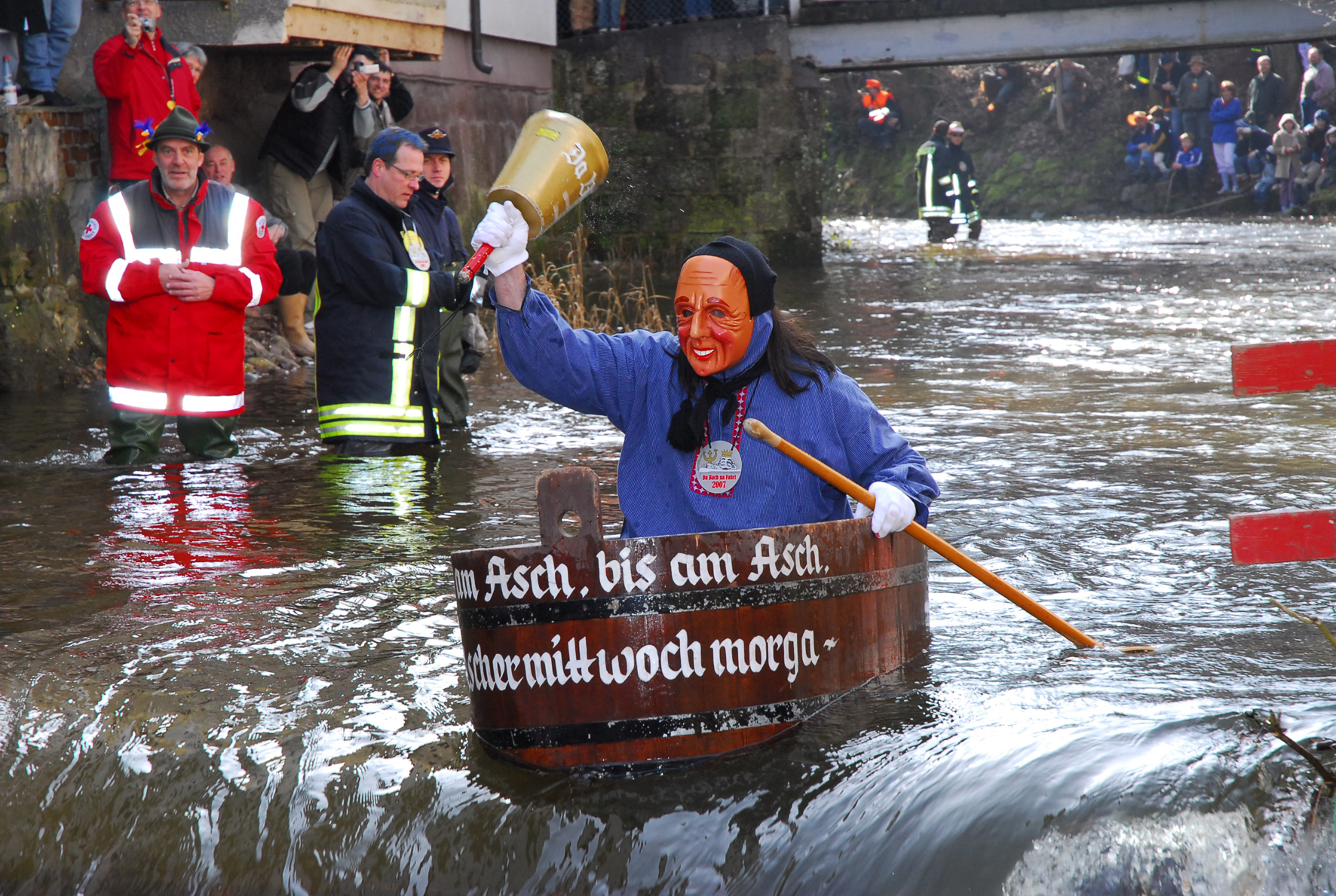
La course en 2017.

La Da-Bach-na-Fahrt (la course sur le ruisseau), à Schramberg fait partie de la tradition des coutumes du carnaval souabe et alémanique dans la Raumschaft Schramberg. Cette course en  baquets de bois sur la rivière Schiltach parfois déchaînée par les crues de février est fêtée chaque Lundi des Roses (Rosenmontag) à Schramberg. Les baquets décorés reprenant souvent des sujets de politique nationale, internationale et évidemment régionale et locale. Cette course est devenue un réel  évènement qui passe régulièrement sur les chaines de télévision nationales allemandes et qui attire entre 30 000 et 40 000 spectateurs chaque année.

## liens externes
- article  dans le  spiegel.de
- http://www.bach-na-fahrt.de
- images de la Da-Bach-na-Fahrt et du Hanselsprung à Schramberg dans le blog paysages

## Autres sources
Traduction de wikipedia.de